# 劉世芳
劉世芳（1959年8月13日—），中華民國政治人物，民主進步黨籍，現任內政部部長、總統府全社會防衛韌性委員會執行秘書。曾任立法委員、行政院秘書長（並獲頒中華民國二等景星勳章）、總統府副秘書長、國家安全會議副秘書長、行政院政務委員、高雄市副市長、臺中縣副縣長、2009高雄世運組織委員會基金會執行長、民進黨中央常務委員、民主進步黨立法院黨團書記長、幹事長等職務。

## 早年
劉世芳生於臺北市，父親為新北市三峽人，母親為臺北北投人，胞姊劉世芬曾任台北市立動物園園長。她在淡江大學化工系畢業後於奧克拉荷馬州立大學取得環境工程碩士學位，後回臺於工業技術研究院中擔任副工程師。

## 從政
1993年，澎湖縣長高植澎延攬他擔任機要秘書。後在政壇中歷任臺北市政府環境保護局局長、台中縣副縣長等職，其間亦任民主進步黨中央常務委員、彭婉如文教基金會常務董事、臺北市女權會常務董事。
在2001年中華民國立法委員選舉中，劉世芳獲民進黨提名參選全國不分區立法委員。後當選，在隔年2月就職，同年7月轉任行政院秘書長而離職。此後她在中央歷任行政院消費者保護委員會委員、總統府副秘書長、國家安全會議副秘書長、政務委員。
2008年，時任高雄市市長陳菊力邀劉世芳到高雄，執行高雄世界運動會的籌備工作。她在2年後升任高雄市副市長，在高雄氣爆事件時擔任現場指揮官，負責氣爆後的復原工作。
2015年，劉世芳欲參選立法委員而參加民進黨黨內初選，在初選時擊敗時任高雄市議員林瑩蓉，代表民進黨參選艱困選區高雄市第三選舉區，對壘國民黨徵召的張顯耀。當時為了拉攏眷村票，答應反眷改民眾可以自購土地，所以得到眷村票的支持最終當選，得票數創下該區新高，贏得長期被視為國民黨票倉的左營楠梓選區，結果選上後推動落日條款，背棄當時支持他的反眷改選民。在2020年尋求連任時面對經營左楠三十餘年的八連霸立委黃昭順仍不輕鬆，再加上先前的爭議6億，最終僅小勝對手一萬餘票、差距6%，雖有驚無險地蟬聯成功，卻是該選區有史以來最低得票的當選人。
2023年3月，原已登記民進黨立委初選、競選連任，但於4月11日宣布以「健康因素」退出初選，並稱將支持日後民進黨提名之候選人。其後，同黨籍市議員李柏毅獲得提名並順利當選。
2024年4月10日，總統當選人賴清德宣布新任內閣人事，劉世芳出任內政部部長。

## 爭議事件

### 退出高雄市長初選
2018年九合一選舉，劉世芳原有意接棒老長官陳菊，因而宣布參與民進黨高雄市長黨內初選。但在初選起跑前，劉世芳就在高雄市區掛滿廣告看板，被外界和其他初選對手質疑資金充裕、背後勢力不單純。
2018年1月10日，劉世芳在臉書宣布退出民進黨高雄市長初選。劉世芳說：「因為支持我，陳菊市長飽受攻擊；令人痛心的是，連一本單純的回憶錄（《花媽心內話》）都被和初選扯在一起，無庸置疑的政績也被扭曲被懷疑。陳菊市長飽受委屈，我相信很多人和我一樣感到不捨。我更擔心，激化對立會讓市民對高雄的未來失去信心。」劉世芳並召開記者會宣布這項決定。2018年1月19日，劉世芳在廣播節目中承認是被一位和前民進黨主席林義雄輩份、年齡相似的新潮流系大老勸退；據報，此大老是已淡出政壇的張維嘉。

### 臺北市警察局長人選溝通風波
2024年5月30日，內政部發布臺北市政府警察局局長遺缺由警政署副署長李西河接任，經國民黨市議員詹為元於臉書披露，內政部長劉世芳原先提供方仰寧、李西河供臺北市市長蔣萬安選擇，蔣萬安表達屬意方仰寧，但內政部最終仍決定讓李西河接任警察局長，引發「強推人選」爭議。
對此人事爭議，內政部長劉世芳受訪時表示，方、李二人都非常優秀，臺北市與首都圈最大任務需求在打詐、反毒，刑事經驗豐富的李西河是適切人選，她也將意見傳達給蔣萬安市長，溝通過程雖未皆順利，仍希望中央、地方能相互尊重。臺北市長蔣萬安在議會接受民進黨市議員簡舒培質詢時表示，中央同意提供名單，讓他決定最後人選，但在他圈選後卻又反悔，未來中央與地方將難以互信。警政署長張榮興坦言雙方溝通確有狀況，未來會貫徹警政一條鞭、以「單一人選」向地方首長溝通，若有意見再提供其他人選，避免再傳出爭議。

### 對國定假日態度遭質疑
2025年3月17日，立法院內政委員會審查《紀念日及節日實施條例草案》，內政部長劉世芳在答覆台灣民眾黨立法委員麥玉珍質詢時反對國定假日全國放假：「報告委員：全國放假，誰去指揮交通，誰去維持治安，誰去保護國家安全？」劉世芳在答覆國民黨立委牛煦庭質詢時說，她不希望特定團體綁架全體勞工喊「回復七天假」來推動五一勞動節全國放假。

## 選舉紀錄
| 年度 | 選舉屆數           | 選舉區           | 所屬政黨   | 得票數    | 得票率 | 當選標記 | 備註 |
| ---- | ------------------ | ---------------- | ---------- | --------- | ------ | -------- | ---- |
| 2001 | 第五屆立法委員選舉 | 全國不分區選舉區 | 民主進步黨 | 3,447,740 | 33.40% |          |      |
| 2016 | 第九屆立法委員選舉 | 高雄市第三選舉區 | 民主進步黨 | 102,255   | 53.51% |          |      |
| 2020 | 第十屆立法委員選舉 | 高雄市第三選舉區 | 民主進步黨 | 102,300   | 43.75% |          |      |

## 荣誉

### 中华民国勋章奖章
- 二等景星勋章（2004年5月18日于台北总统府颁授[17]）

## 外部連結
- 劉世芳-高雄芳城市| Facebook粉絲專頁 （页面存档备份，存于）
- 行政院南部聯合服務中心-劉世芳女士
- YouTube上的正派．承擔 劉世芳頻道
- YouTube上的立法委員劉世芳-媒體中心頻道

| 中華民國政府職務 | 中華民國政府職務                                    | 中華民國政府職務 |
| ---------------- | --------------------------------------------------- | ---------------- |
| 行政院           |                                                     |                  |
| 前任： 林右昌    | 內政部部長 第三十五任 2024年5月20日－               | 現任             |
| 前任： 李應元    | 行政院秘書長 第二十三任 2002年7月1日－2004年5月20日 | 繼任： 葉國興    |
| 前任： -         | 政務委員 2008年2月1日－2008年5月19日                | 繼任： -         |
| 中華民國總統府   |                                                     |                  |
| 前任： -         | 總統府副秘書長 2006年7月16日－2007年2月11日         | 繼任： -         |
| 前任： -         | 國家安全會議副秘書長 2007年2月12日－2008年1月31日   | 繼任： -         |
| 高雄市政府       |                                                     |                  |
| 前任： -         | 高雄市副市長 2014年12月25日—2016年9月11日           | 繼任： -         |
| 臺中縣政府       |                                                     |                  |
| 前任： -         | 台中縣副縣長 1999年2月4日－2001月12月20日           | 繼任： -         |
| 臺北市政府       |                                                     |                  |
| 前任： 林俊義    | 環境保護局局長 第九任 1997年8月1日－1998年12月25日  | 沈世宏           |